# Jakob ben Josef Tawus
Jakob ben Josef Tawus fue un respetado rabino y erudito judío del siglo XVI.
Provenía de Tūs en Khorasan; fue nombrado maestro de una ieshivá en Constantinopla por el médico personal de Solimán I, Moses Hamon, y se destacó principalmente como traductor del Pentateuco al persa.
La traducción suya, muy literal, que se publicó en 1546 se basa en gran medida en el texto masorético y es la más antigua que se conoce en ese idioma y es la primera obra de literatura judía en persa.

## Literatura (selección)
- Alexander Kohut : Iluminación crítica de la traducción persa del Pentateuco por Jacob ben Joseph Tavus. Leipzig y Heidelberg 1871.
- Artículo Tawus, Jakob b. Joseph. En: Salomon Wininger : Great Jewish National Biography. 1925 ff. Volumen VI